# Franz Willibald Schmidt
Franz Willibald Schmidt, auch Franz Wilibald Schmidt (* 7. Juli 1764 in Plan, Böhmen; † 2. Februar 1796 in Prag) war ein böhmischer Botaniker und Pflanzenmaler. Sein botanisches Autorenkürzel lautet „F.W.Schmidt“.  

## Leben und Wirken
Schmidt war Professor der Botanik in Prag. Er verfasste einige Schriften zur Flora Böhmens sowie zu physikalisch-ökonomischen Themen. 1794 bis 1795 entstand sein Werk Flora Boëmica inchoata.
In einem Abschnitt Botanische Forschungsreisende in diesem Werk handelt Schmidt viele Forscherpersönlichkeiten und ihre Forschungsreisen ab. Darunter sind Franz Wilhelm Sieber, der durch seine unzähligen Forschungsreisen stets in Finanznöten war, Thaddäus Haenke, der Entdecker der Riesenseerose Victoria regia (heute Victoria amazonica), die Südamerika-Reisenden Johann Baptist Emanuel Pohl und Friedrich von Berchtold, der Vorderindien-Reisenden Johann Wilhelm Helfer, die Mittel- und Nordamerikareisenden August Karl Joseph Corda und G. Menzel, die Gebrüder Presl und Josef Ruprecht. Philipp Maximilian Opiz (1787–1858) wird ein gesonderter Abschnitt gewidmet; er wird darin als „geistiges Zentrum der Botaniker Böhmens in der ersten Hälfte des XIX. Jahrhunderts“ bezeichnet. In einem weiteren Abschnitt Die floristische Erforschung des Landes werden die Gebiete Böhmens einzeln besprochen. Im 6. Kapitel wird die Pflanzenpflege in Böhmen im 18. und in der ersten Hälfte des 19. Jahrhunderts abgehandelt; zu den Themen zählen die Parkanlagen Böhmens, die Einführung der Zier- und Kulturpflanzen und die Gründung der böhmischen Gartenbaugesellschaft. Im 7. und letzten Kapitel wird die Geschichte der Botanik in Böhmen der vergangenen Jahrzehnte behandelt, gefolgt von einem Quellenverzeichnis sowie einem Personen- und Sachregister.

## Ehrungen
Nach ihm sind die Pflanzengattungen Schmidtia Moench aus der Familie der Korbblütler (Asteraceae) und Wilibalda Sternb. samt Wilibald-schmidtia Conrad aus der Familie der Süßgräser (Poaceae) benannt.

## Schriften
- Neue und seltene Pflanzen… 1793.
- Flora Boëmica inchoata, exhibens plantarum regui Boemiae indigenarum species. (1793–1794).